# A. E. van Vogt
Alfred Elton van Vogt (Gretna, Manitoba, 26 de abril de 1912-Los Ángeles, California, 26 de enero de 2000) fue un escritor canadiense especializado en ciencia ficción.

## Biografía
Su relación con la ciencia ficción comenzó al leer Who Goes There? de John W. Campbell en la revista Astounding Science Fiction. Aquello le inspiró y le animó a escribir. Su primer relato, "Vault of the Beast", fue rechazado por Campbell en 1938, pero Van Vogt no se rindió.
El 9 de mayo de 1939 contrae matrimonio con Edna Mayne Hull. Pocos meses después Campbell acepta un relato suyo. En el número de julio de 1939 de la revista Astounding Science Fiction, aparece publicado su primer cuento de ciencia ficción, El destructor negro, considerado por muchos como el punto de partida para la llamada Edad de Oro de la ciencia ficción. Más tarde este relato formaría parte de El viaje del Beagle Espacial, donde no solo hay peligrosos alienígenas sino que, además, el protagonista, Elliot Grosvenor, debe conseguir que su ciencia, el nexialismo, sea aceptada como método para solucionar los problemas que irán surgiendo en la nave espacial de la que es tripulante. Posteriormente El viaje del Beagle Espacial sirvió de base a series de televisión como Star Trek a y la película Alien, el octavo pasajero.
Trabajó para el Departamento de Defensa mientras invertía las noches en escribir su primera novela, Slan, que sería publicada a finales de 1940 en Astounding. En 1944 se muda, con su mujer, a los Estados Unidos, concretamente a Los Ángeles.
En el género, A. E. van Vogt no es un creador de temas, ni un poeta como Ray Bradbury o Theodore Sturgeon, ni tiene la intachable formación científica de Arthur C. Clarke o cultural de Isaac Asimov. Pero en cambio es capaz de llevar a su perfecta intensidad con toques originales los planteamientos que otros se encargan de trivializar de modo promiscuo e irremediable.
Otra particularidad en sus obras es que poseen una trama argumental atractiva en la que predomina la aventura, el suspense y la intriga. A. E. van Vogt tiene el mérito de haber sido el primero en utilizar la técnica del fix-up para escribir sus novelas. Los personajes que pueblan sus novelas están bien perfilados psicológicamente, de carne y hueso y con comportamientos reales en situaciones extremas. El también escritor de ciencia ficción, Philip K. Dick, reconoció la influencia de Van Vogt en su obra.
Tras la década de 1950, Van Vogt entró en el movimiento de la dianética, motivo por el cual pasaría los siguientes años sin escribir casi nada. Finalmente, en los años setenta, regresó a escena, escribiendo novelas, pero nunca llegó a alcanzar el éxito antaño obtenido.
En 1975 murió su mujer, Edna, con la que llevaba casado 36 años. Ese mismo año, publicó To Conquer Kiber. Se casó por segunda vez con Lydia Brayman en 1979.
Su última novela, Tyranopolis, fue publicada por Sphere en 1989, unos cincuenta años más tarde de su primera obra publicada. En 1996 se le concedieron varios honores: el título de Gran Maestro de la Asociación de escritores de ciencia ficción y fantasía de Estados Unidos, un premio en la Convención mundial de ciencia ficción de Anaheim, California, por sus seis decenios en el seno de la Edad de Oro de la ciencia ficción y, por último, figura en el Salón de la Fama de la Ciencia Ficción.
Ya no escribió más. A. E. van Vogt fue víctima de la enfermedad de Alzheimer. Falleció de neumonía en Los Ángeles el 26 de enero de 2000, a los ochenta y siete años de edad.

## Obra
A pesar de que no crea ni plantea temas nuevos, la intensidad de su estilo, además de un toque original en el planteamiento acerca de los temas que otros han creado, le ha permitido labrarse un hueco dentro de la ciencia ficción.
Hay que destacar que, a diferencia de autores menores, sus personajes están bien perfilados, lo que contribuye a dar calidad a sus relatos.
Otra de las características de sus obras es que no existe una única trama argumental, sino que las historias se construyen como la suma de varias tramas independientes.
Fue el primer autor en emplear la técnica del fix-up. Esta técnica consiste en construir una única historia como la suma de varios relatos independientes, algo que Isaac Asimov utilizaría en Fundación y Ray Bradbury en Crónicas marcianas.

### Novelas
- Destructor Negro (1932)
- Slan (1940)
- El libro de Ptath (1943)
- Los fabricantes de armas (1943). The Weapon Makers
- El mundo de los No-A (1945). The World of Null-A
- Los jugadores de No-A (1948). The Players of Null-A
- El viaje del Beagle Espacial (1950). The Voyage of the Space Beagle, también traducido al español como Los monstruos del espacio
- El hechicero de Linn (1950)
- Las armerías de Isher (1951)
- El imperio del átomo (1957)
- Razas del futuro (1966). The Mixed Men
- Null-A Three (1984)

### Antologías
- Lo mejor de la ciencia ficción latinoamericana (1980). Junto con Bernard Goorden

## Premios
- 1995: Nombrado Gran Maestro
- 1996: Incluido en el Salón de la Fama de la Ciencia Ficción
- 2005: Prometheus Hall of Fame por Las armerías de Isher